# Фонд защиты гласности
Фо́нд защи́ты гла́сности (ФЗГ; англ. Glasnost Defense Foundation; GDF) — российская общественная некоммерческая правозащитная организация, созданная в Москве в 1991 году. Президент — член Московской Хельсинкской группы, лауреат международной премии «Freedom of Speech Award» Алексей Симонов. Основная задача — защита права на информацию путём сохранения и развития правового пространства для деятельности журналистов. Фонд входит в Международную ассоциацию по защите свободы слова (англ. International Freedom of Expression Exchange; IFEX), является ассоциированным членом Союза журналистов России.

## Учредители и руководство
- Президент Фонда Алексей Симонов

Учредителями Фонда выступили 24 деятеля культуры, в числе которых:
- Егор Яковлев
- Игорь Голембиовский
- Владимир Молчанов
- Элем Климов
- Марк Розовский
- Алексей Герман[1][2]

## Основание
Идея создания общественной организации для защиты работников прессы возникла после того, как в Литовской ССР уволили журналистов, критиковавших вильнюсские власти. Фонд был образован решением Пленума Конфедерации Союзов кинематографистов.
Днём рождения Фонда считается дата его первой пресс-конференции — 6 июня 1991 года. Совпадение этой даты с пришедшимися на неё историческими событиями — днём рождения А. С. Пушкина (1799) и днём создания Главлита в Советском Союзе (1922) — руководитель Фонда Алексей Симонов полагает символичным, определяя миссией Фонда защиту того «что принёс в литературу Пушкин, от того, что принёс в нашу печать цензурный комитет».

## Название, девиз и символика
Определяя гласность как «базу, из которой может вырасти свобода слова», «ту часть свободы слова, за которой стоит возможность называть вещи своими именами», другой составляющей этой свободы создатели Фонда называют «возможность быть услышанным».
Девиз Фонда — слова А. Симонова: «Гласность — это черепаха, ползущая к свободе слова».
Черепаха является и символом Фонда. Согласно определению автора концепции, смысл символики в том, что черепаха «медленно, но неуклонно двигается вперёд, у неё заднего хода нет» — по оценке Симонова, этот пластический образ иллюстрирует работу, выполняемую Фондом в России с начала перестройки.

## Цели и деятельность
Основной целью фонда организаторы называют «содействие сохранению и развитию правового пространства, в котором работают отечественные печатные и электронные СМИ, а через них — содействие демократизации информационной среды, науки, политики, образования в современной России».
Работа фонда ведётся по разным направлениям, включающим информационно-аналитическую, юридическую, правозащитную, научную, просветительскую и образовательную деятельность; осуществляется также практическая помощь пострадавшим при выполнении профессионального долга работникам СМИ и семьям погибших журналистов.
Фонд ведёт мониторинг нарушений прав журналистов и СМИ на территории Российской Федерации, отслеживая нарушения статьи 29 Конституции Российской Федерации (п. 4, 5) и действующего законодательства в области СМИ. В службу мониторинга поступает информация из региональных центров и СМИ. Региональные центры и корреспондентские пункты Фонда находятся более чем в 30 регионах России — в Архангельске, Брянске, Волгограде, Воронеже, Владивостоке, Владимире, Екатеринбурге, Иванове, Йошкар-Оле, Иркутске, Казани, Калуге, Кемерово, Кирове, Краснодаре, Красноярске, Новосибирске, Мурманске, Омске, Орле, Петрозаводске, Ростове-на-Дону, Самаре, Санкт-Петербурге, Смоленске, Тюмени, Ульяновске, Хабаровске, Чебоксарах, Челябинске, Чите, Ярославле и других городах. Информация о нарушениях заносится в базу данных и распространяется в СМИ.
С 1996 года Фонд ведёт «Карту гласности» на основе мониторинга ситуации в регионах России. Еженедельно выпускается электронный дайджест.
Фондом оказывается юридическая помощь журналистам и СМИ в конфликтных ситуациях, проводится бесплатное юридическое консультирование журналистов по вопросам их профессиональной деятельности.
Вместе с другими правозащитными организациями ФЗГ принимает предусмотренные законодательством РФ меры по освобождению из мест заключения журналистов, оказавшихся там по ложным обвинениям, проводит кампании в защиту прав коллег, подвергающихся ограничениям в профессиональной деятельности.
Фонд проводит научные исследования в области правовых и этических проблем журналистики, осуществляет экспертизу законов и законопроектов о СМИ, вносит предложения по совершенствованию действующего законодательства Российской Федерации.
ФЗГ издает юридическую, научную, правозащитную, справочную литературу по проблемам СМИ, учебные и методические пособия. Издания распространяются в основном бесплатно.
Фонд организует методические семинары по правовому и юридическому обучению журналистов, круглые столы, практические конференции в разных регионах России.

## Партнёры

### В России
- Союз журналистов России
- Международная конфедерация журналистских союзов
- Интерньюс[англ.]
- Центр «Право и СМИ»
- Русский ПЕН-центр
- Информационный центр правозащитного движения
- Демократическое совещание
- Московская Хельсинкская группа
- Общество «Мемориал»
- ПО «Гражданский контроль» (Санкт-Петербург)
- Центрально-Чернозёмный центр защиты прав прессы (Воронеж)
- Факультет журналистики МГУ
- Гильдия лингвистов-экспертов по документационным и информационным спорам

### За рубежом
- Международная ассоциация по защите свободы слова (англ. International Freedom of Expression Exchange; IFEX)
- Репортёры без границ (РБГ; фр. Reporters sans frontières; RSF)
- Всемирный комитет за свободу прессы[англ.] (англ. World Press Freedom Committee; WPFC)
- Amnesty International (рус. Международная амнистия)
- Польский Хельсинкский центр по правам человека
- Белорусская ассоциация журналистов
и другие общественные, правозащитные и журналистские организации.

## Признание
2 июня 2006 года в Горбачёв-Фонде прошла приуроченная к 15-летию образования ФЗГ конференция «Пресса под прессом: книги Фонда защиты гласности в борьбе за свободу слова».
В 2009 году работа ФЗГ и его главы отмечена наградой Всемирного комитета свободы прессы «Dana Bullen Press Freedom Advocacy Award» — «за усилия по защите свободы прессы».
6 июня 2011 года в Москве, в Центральном Доме журналиста прошла конференция «Фонд защиты гласности и его место в становлении свободы слова в России», посвящённая 20-летию образования фонда.
В 2014 году глава Фонда защиты гласности А. Симонов награждён Премией за свободу слова (англ. Freedom of Speech Award) Международной ассоциации пресс-клубов (IAPC) — «за многолетнюю борьбу за свободную журналистику, защиту журналистов и защиту свободы слова в России».

## Внесение в реестр «иностранных агентов»
19 ноября 2015 года Фонд защиты гласности был внесён Минюстом Российской Федерации в реестр «иностранных агентов» на основании закона «О некоммерческих организациях». Согласно сообщению ведомства: «Факт соответствия организации признакам некоммерческой организации, выполняющей функции „иностранного агента“, установлен в ходе проведения Главным управлением Министерства юстиции Российской Федерации по Москве внеплановой документарной проверки».
Фонд сообщил о намерении оспорить это решение в суде.
В заявлении от 20 ноября представитель Организации по безопасности и сотрудничеству в Европе (англ. Organization for Security and Co-operation in Europe; OSCE) по вопросам свободы СМИ Дуня Миятович выразила «сожаление по поводу решения российских властей о внесении Фонда защиты гласности в реестр „иностранных агентов“».
24 ноября с заявлением выступил также Союз журналистов России, отмечая, что «огромные заслуги Фонда защиты гласности в борьбе за построение гражданского общества не подлежат никакому сомнению, даже если Фонд использовал те или иные иностранные гранты».
Председатель Совета при Президенте Российской Федерации по развитию гражданского общества и правам человека, советник Президента Российской Федерации М. А. Федотов выразил «недоумение» по поводу данного решения, отметив, что фонд «никогда не занимался политикой, только защитой свободы слова».

## Суд
Первое заседание по иску Фонда защиты гласности к Министерству юстиции Российской Федерации состоялось 28 марта 2016 года в Гагаринском районном суде города Москвы.
Согласно сообщению «Новой газеты», основаниями для включения Фонда в реестр инагентов Минюст указал «наличие иностранного финансирования и „политическую деятельность“, к которой причислил выступления Алексея Навального, Бориса Акунина и Рустема Адагамова в качестве преподавателей на школе блогеров, которую проводил Фонд».
Согласно утверждению А. К. Симонова, «из перечисленных ими трёх фамилий так называемых оппозиционеров ни один не принимал участия в занятиях, проводимых ФЗГ». По оценке главы Фонда, политической деятельностью организация не занимается. Наличие зарубежного финансирования Фонд не отрицает и не скрывает. Коллектив ФЗГ считает, что «проверка и процедура признания инагентом проходили с многочисленными нарушениями».
На втором заседании суда 12 апреля 2016 года Фонду было отказано в удовлетворении иска к Минюсту. Согласно «Новой газете», ФЗГ намерен обжаловать это решение.

## Оценки
Отмечая вклад Фонда защиты гласности в становление демократических основ журналистики на пост-советском пространстве как основные аспекты деятельности Фонда мировая энциклопедия «Цензура» выделяет отслеживание развития правительственного законодательства о СМИ и мониторинг нарушений прав журналистов в Российской Федерации.
По оценке общества «Мемориал», «…за годы существования Фонда разработано несколько важных правозащитных методик в области СМИ, выполнены десятки программ, изданы многочисленные книги. Фонд первым в России и СНГ разработал и осуществил мониторинг нарушений прав журналистов (с 1993 года по настоящее время), создал децентрализованную некоммерческую сеть независимых радиопрограмм (1993—1995), провёл десятки оригинальных учебных семинаров, задумал и выполнил пять фундаментальных исследований в области социологии, психолингвистики, этики, юриспруденции в связи с положением СМИ, прокладывая дорогу новому подходу к проблемам независимых СМИ и свободной журналистики».
Подводя итоги 20-летней деятельности Фонда защиты гласности, занимавший пост президента России Д. А. Медведев отметил, что «за прошедшие годы была проделана большая работа, направленная на развитие в России свободы слова, становление независимых средств массовой информации».
Отмечая, что «в течение последних 25 лет Фонд защиты гласности и его президент Алексей Симонов неустанно проводили работу по защите и продвижению прав журналистов в России и на пространстве Содружества Независимых Государств», представитель Организации по безопасности и сотрудничеству в Европе по вопросам свободы СМИ Дуня Миятович считает, что «широко известные в международном сообществе усилия ФЗГ служат примером для других организаций».